# Hörby landskommun
Hörby landskommun var en tidigare kommun i dåvarande Malmöhus län.

## Administrativ historik
Kommunen bildades i Hörby socken i Frosta härad i Skåne när 1862 års kommunalförordningar trädde i kraft. I kommunen fanns ett municipalsamhälle, Hörby, som inrättades den 20 december 1894. Detta bröts ut den 1 januari 1900 för att bilda Hörby köping. Den 1 januari 1937 överflyttades till köpingen ett område med 989 invånare från landskommunen.
Vid kommunreformen 1952 uppgick kommunen i Östra Frosta landskommun som uppgick 1969 i Hörby köping som 1971 ombildades till Hörby kommun.

## Politik

### Mandatfördelning i Hörby landskommun 1938-1946
| 4 | 8 | 8 |

| 20 |

| 4 | 7 | 9 |

| 20 |

| 3 | 7 | 10 |

| 20 |